# Димитрий Дука Комнин Кутрул
Димитрий, позже взял имя Михаил Дука Комнин Кутрул Ангел (греч. Δημήτριος (Μιχαήλ) Δούκας Κομνηνός Κουτρούλης Ἄγγελος; XIII век — не ранее 1304) — третий сын деспота Эпира Михаила II Комнина Дуки и его супруги Феодоры Петралифы.
В 1278 году он женился на Анне Комнине Палеологине, дочери византийского императора Михаила VIII Палеолога, и получил от своего тестя звание деспота. От этого брака у него было два сына, Андроник и Константин. От второго брака с дочерью болгарского царя Георгия I Тертера, Анной Тертер, у него было ещё несколько детей.
Он сражался в византийской армии против Карла Анжуйского во время осады Берата, а также двадцать лет спустя против аланов. В 1304 году он был обвинён в заговоре против императора Андроника II Палеолога и был заключён в тюрьму. Больше о нём ничего не известно.